# Thaumatoperla alpina
Thaumatoperla alpina är en bäcksländeart som beskrevs av Burns och Arturs Neboiss 1957. Thaumatoperla alpina ingår i släktet Thaumatoperla och familjen Eustheniidae. Inga underarter finns listade i Catalogue of Life.